# Phanerophthalmus
Phanerophthalmus is een geslacht van weekdieren uit de klasse van de Gastropoda (slakken).

## Soorten
- Phanerophthalmus albocollaris Heller & Thompson, 1983
- Phanerophthalmus collaris Eales, 1938
- Phanerophthalmus cylindricus (Pease, 1861)
- Phanerophthalmus engeli Labbé, 1934
- Phanerophthalmus luteus (Quoy & Gaimard, 1833)
- Phanerophthalmus pauper Bergh, 1905
- Phanerophthalmus smaragdinus (Rüppell & Leuckart, 1830)